# Vodeane, Ielaneț
Vodeane (în ucraineană Водяне) este un sat în comuna Kalînivka din raionul Ielaneț, regiunea Mîkolaiiv, Ucraina.

## Demografie
Componența lingvistică a localității Vodeane
     Ucraineană (93,81%)
     Rusă (3,09%)
     Română (3,09%)
Conform recensământului din 2001, majoritatea populației localității Vodeane era vorbitoare de ucraineană (93,81%), existând în minoritate și vorbitori de rusă (3,09%) și română (3,09%).